# Reinhold Harrasser
Reinhold Harrasser (Bolzano, 11 agosto 1972) è un allenatore di calcio ed ex calciatore italiano.

## Carriera
Nato a Bolzano ma cresciuto a Barbiano, ha giocato con la maglia dell'FC Südtirol dal 1995 al 1999, disputando i campionati dalla Promozione alla Serie D.
Per la maggior parte della sua carriera ha però giocato nei campionati austriaci: approdò all'SVg Reichenau di Innsbruck (nella Fußball-Regionalliga, la terza serie) nel 1999, e dopo una buona stagione fu messo sotto contratto dal Tirol Innsbruck, squadra della massima serie, con cui rimase due stagioni da terzo portiere, dietro a Stanislav Čerčesov e Marc Ziegler, laureandosi per due volte campione e raccogliendo quattro presenze, tutte nella prima stagione.
Dopo il fallimento della società si accasò all'Honvéd Budapest nella massima serie ungherese, ma anche questa squadra versava in difficoltà economiche, ed Harrasser tornò in Austria al Reichenau, ora promosso in Erste Liga. Nelle due stagioni successive fu titolare nel Sportverein Wörgl, sempre nella seconda serie.
Chiuse la carriera al Werkssportgemeinschaft Wattens, in terza serie, dove giocò dal 2005 al 2009.
Dopo il ritiro entrò nei quadri tecnici del FC Südtirol, divenendo dapprima aiuto-preparatore dei portieri delle giovanili della squadra biancorossa (affiancando a questa attività quella di preparatore dei portieri dell'FC Sankt Georgen in Serie D), e poi, a partire dalla stagione 2012-2013, preparatore dei portieri della prima squadra, venendo confermato poi anche nelle successive stagioni.

## Imprenditoria
Nel 2010 fonda la KEEPERSport Italia, che si occupa della vendita on-line di guanti ed abbigliamento tecnico per portieri per conto del marchio austriaco Keepersport.

## Palmarès
- Campionato austriaco: 2

Tirol Innsbruck: 2000-2001, 2001-2002